# Sclerolobium
Sclerolobium är ett släkte av ärtväxter. Sclerolobium ingår i familjen ärtväxter.

## Bildgalleri

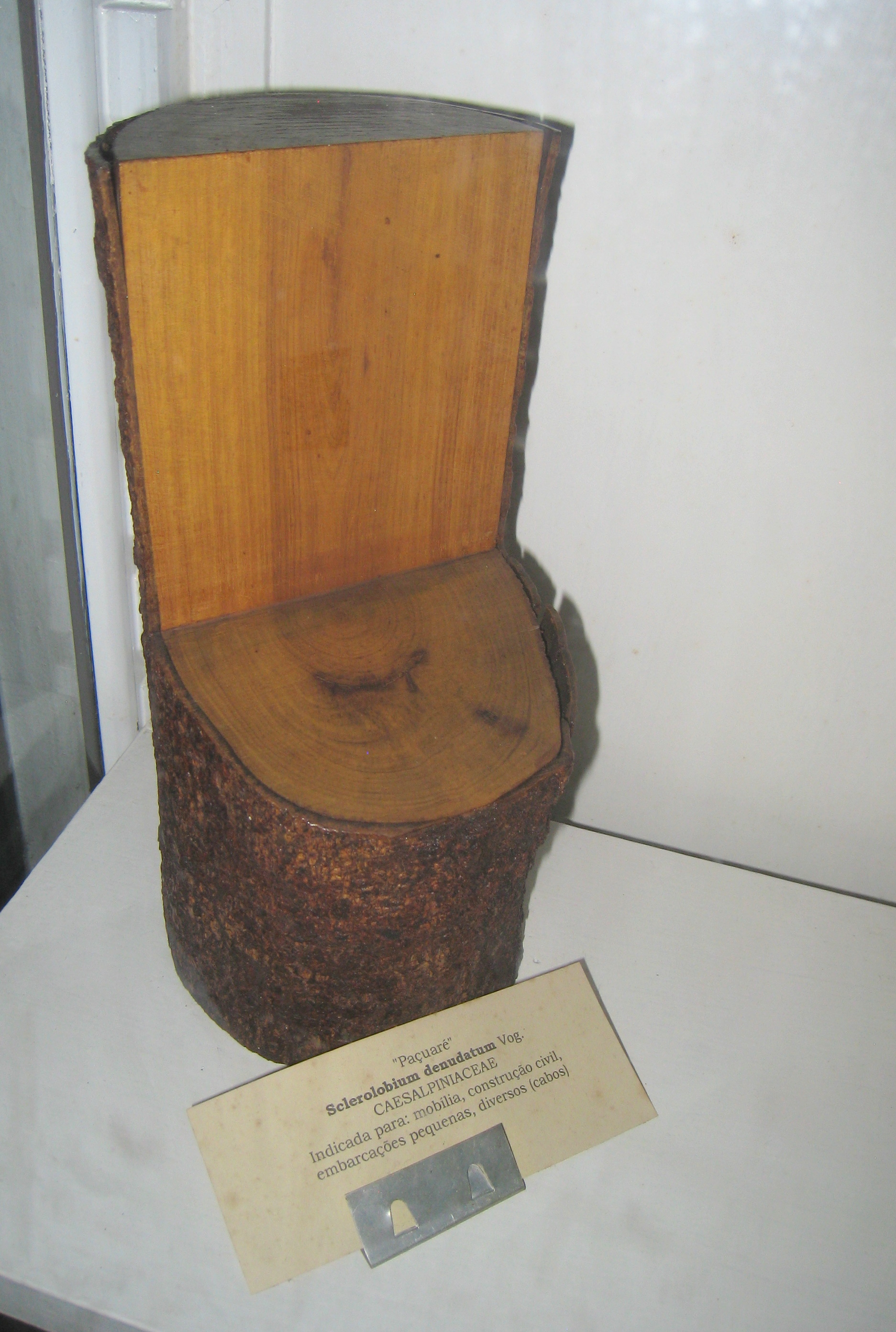
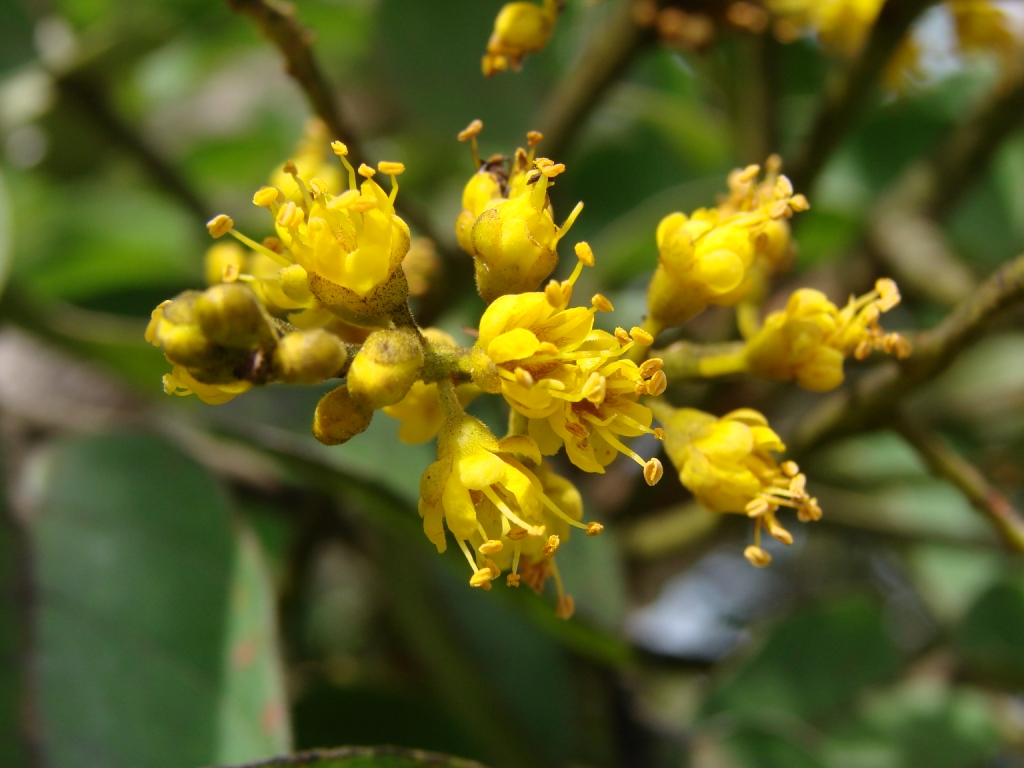
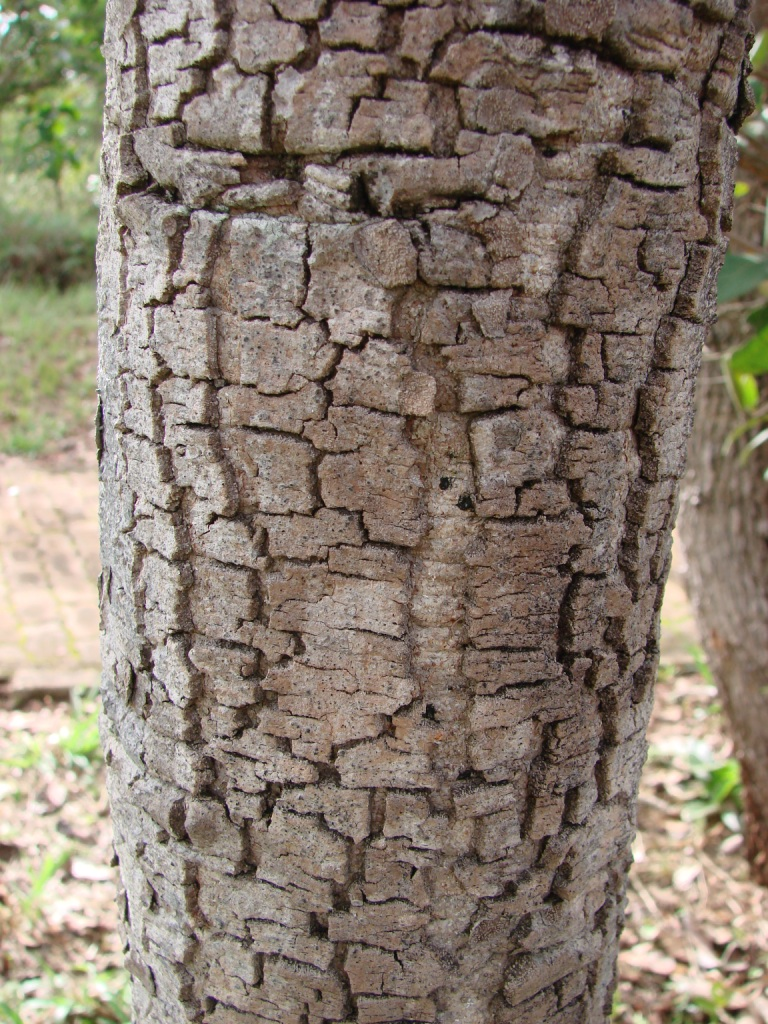
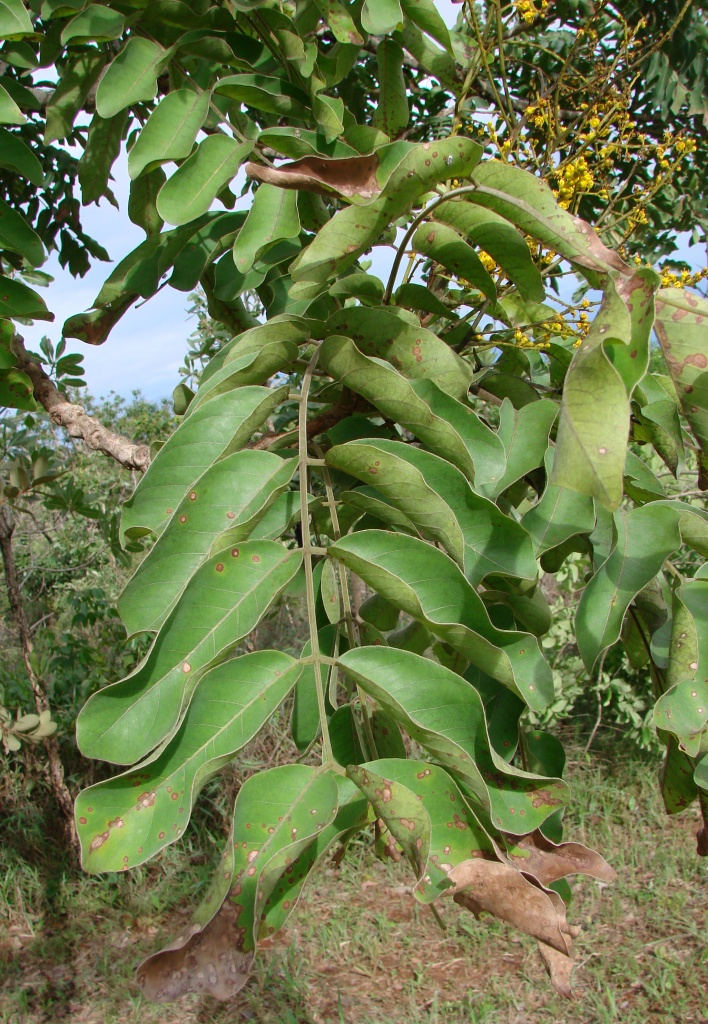

## Dottertaxa tillSclerolobium, i alfabetisk ordning[1]
- Sclerolobium albiflorum
- Sclerolobium amplifolium
- Sclerolobium aureum
- Sclerolobium beaurepairei
- Sclerolobium bracteosum
- Sclerolobium chrysophyllum
- Sclerolobium densiflorum
- Sclerolobium denudatum
- Sclerolobium duckei
- Sclerolobium dwyeri
- Sclerolobium eriopetalum
- Sclerolobium friburgense
- Sclerolobium froesii
- Sclerolobium glaziovii
- Sclerolobium goeldianum
- Sclerolobium guianense
- Sclerolobium herthae
- Sclerolobium hypoleucum
- Sclerolobium leiocalyx
- Sclerolobium macropetalum
- Sclerolobium macrophyllum
- Sclerolobium melanocarpum
- Sclerolobium melinonii
- Sclerolobium micranthum
- Sclerolobium micropetalum
- Sclerolobium odoratissimum
- Sclerolobium paniculatum
- Sclerolobium paraense
- Sclerolobium physophorum
- Sclerolobium pilgerianum
- Sclerolobium pimichinense
- Sclerolobium prancei
- Sclerolobium reticulosum
- Sclerolobium rigidum
- Sclerolobium rugosum
- Sclerolobium setiferum
- Sclerolobium striatum
- Sclerolobium subbullatum
- Sclerolobium tinctorium
- Sclerolobium urbanianum